# Galería Pedro Esquerré
La Galería Pedro Esquerré, Matanzas, Cuba, es el Museo del Centro Provincial de Patrimonio Cultural de Matanzas y la Galería más antigua de la ciudad.

## Historia
El edificio que alberga la Galería provincial Pedro Esquerré es conocido como “La Vigía” , y fue construido entre 1880 y 1830 en los terrenos que estaban destinados para la casa de Aduana y del Corregidor. De alto valor histórico y arquitectónico cuenta con un espléndido soportal y arcadas de estilo ecléctico, y forma parte del conjunto de edificios del siglo XIX que conforman la Plaza de la Vigía en la ciudad de Matanzas. Es considerado una de las edificaciones más representativas de la ciudad, declarado patrimonio histórico.
A partir de los años 60 del siglo XX sus espacios fueron ocupados por el Centro Provincial de Patrimonio Cultural de Matanzas con su Museo / Galería Pedro Esquerré. En la actualidad, el edificio cuenta con casas de viviendas en la parte superior y una cafetería en el Sótano. Además alberga desde 1985 la Editorial Ediciones Vigía, editora de libros hechos a mano, única de su género en el país.

## Exposiciones
La Galería Pedro Esquerré es Sede del Centro Provincial de Patrimonio Cultural de Matanzas, y lugar donde se otorgan los premios anuales de dicho organismo. Lo dirige en actualidad Juan Francisco González, director del Consejo provincial de las Artes Visuales en Matanzas. Recibió su nombre en homenaje al artista plástico Pedro Esquerré de la provincia de Matanzas, pintor de la obra “El juicio de Osiris”, mural apreciado por el Che en 1960.
Muestran exposiciones de arte contemporáneo de artistas cubanos e internacionales y diversas actividades culturales. Figura como sede de la Bienal de Cuba en diversas ocasiones y colaboraron en el proyecto más internacional hasta la fecha en Matanzas: “Ríos intermitentes” presentado en 2019 por la artista María Magdalena Campos-Pons con artistas como Carrie Mae Weems, Lorenzo Padilla Diaz, Melvin Edwards, Paul Stephen Benjamin, Alicia Henry y Jamaal B. Sheets. La Galería ha expuesto parte de los fondos del Museo de Arte de Matanzas.
Cuenta en su historia con exposiciones con artistas como Osmany Betancourt Falcón (El Lolo), Adrián Socorro,José Ramón Chaves y Julio César García. En 2021 reabrieron sus puertas después del confinamiento durante la pandemia con una exposición de los artistas matanceros Alexander Lobaina, Erich González Triana, Alejandro Vega Baró, Adversi Alonso, Alexis Plasencia García, Adrián Socorro entre otros, con el título: Seguimos en combate.
En mayo de 2022 organizan en colaboración con la Fundación Ludwig de Cuba y la Embajada de Suiza en La Habana la exposición Vest + Menté del artista suizo-cubano Daniel Garbade. Comisariado por Nuria Delgado y Alexander Lobaina cuenta la historia de la familia del artista de Matanzas a través de cuadros de vestimentas en gran tamaño.

## Galería

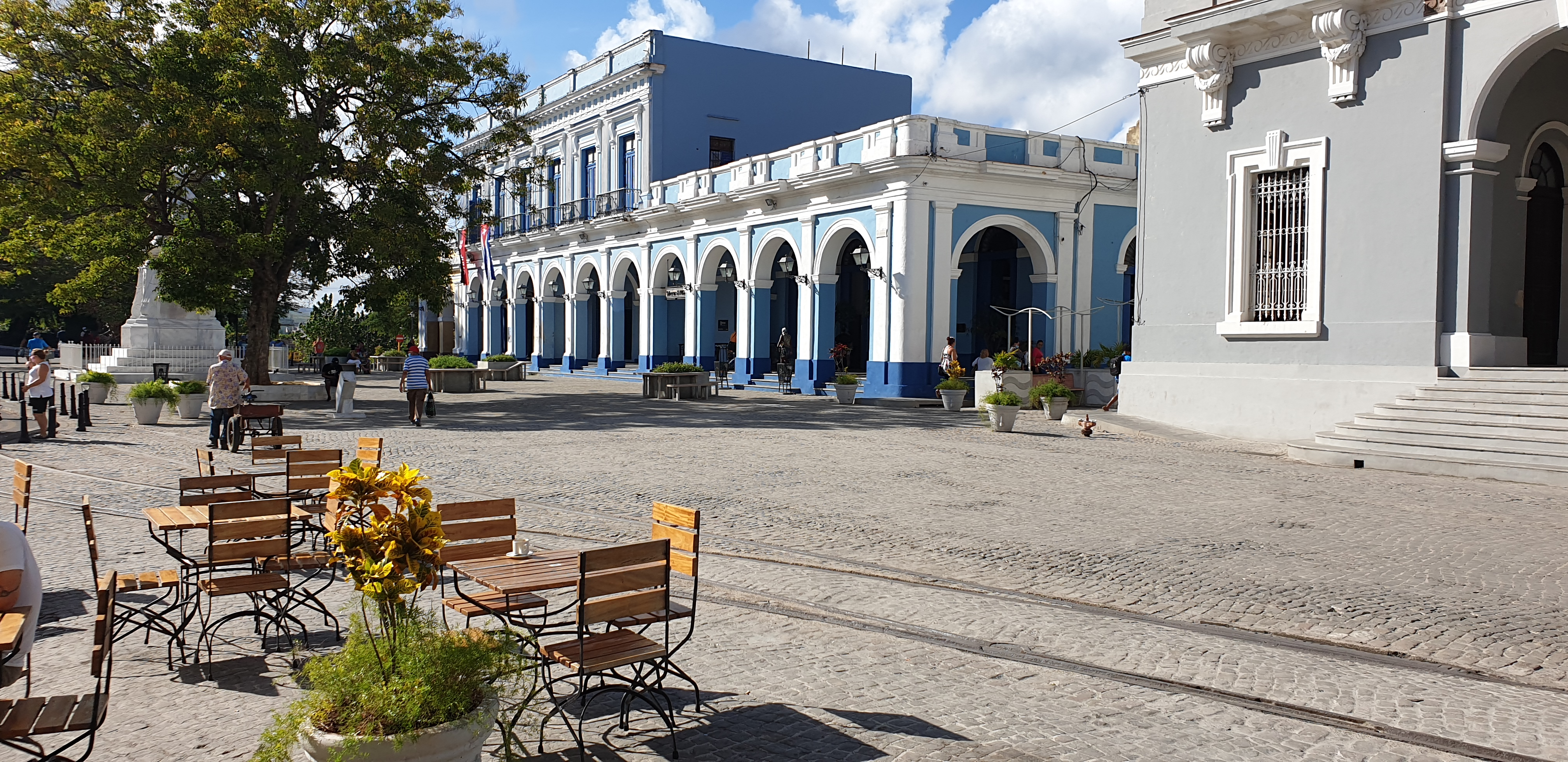
Museo Galería Pedro Esquerré
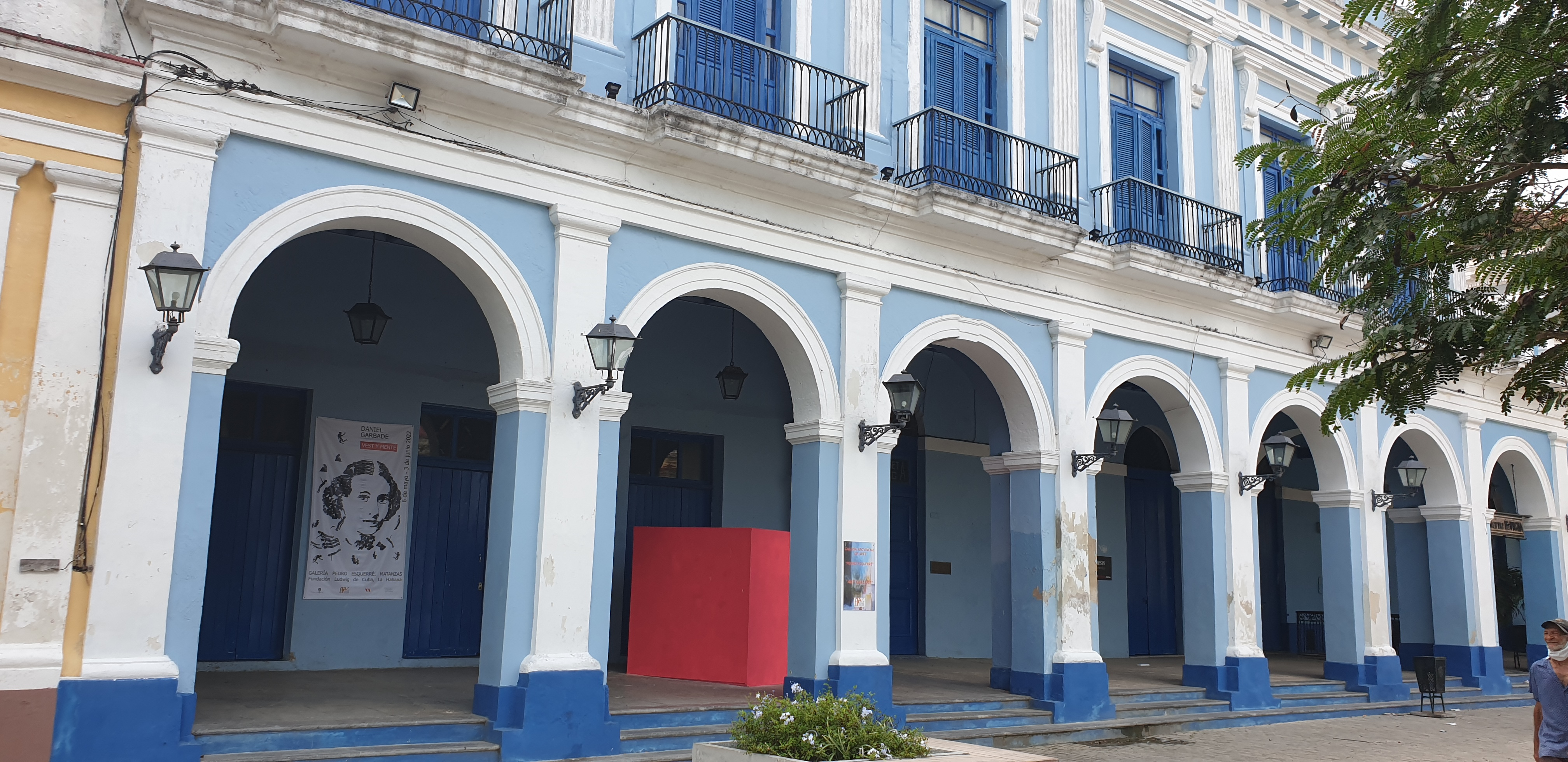
Galería Pedro Esquerré, Entrada
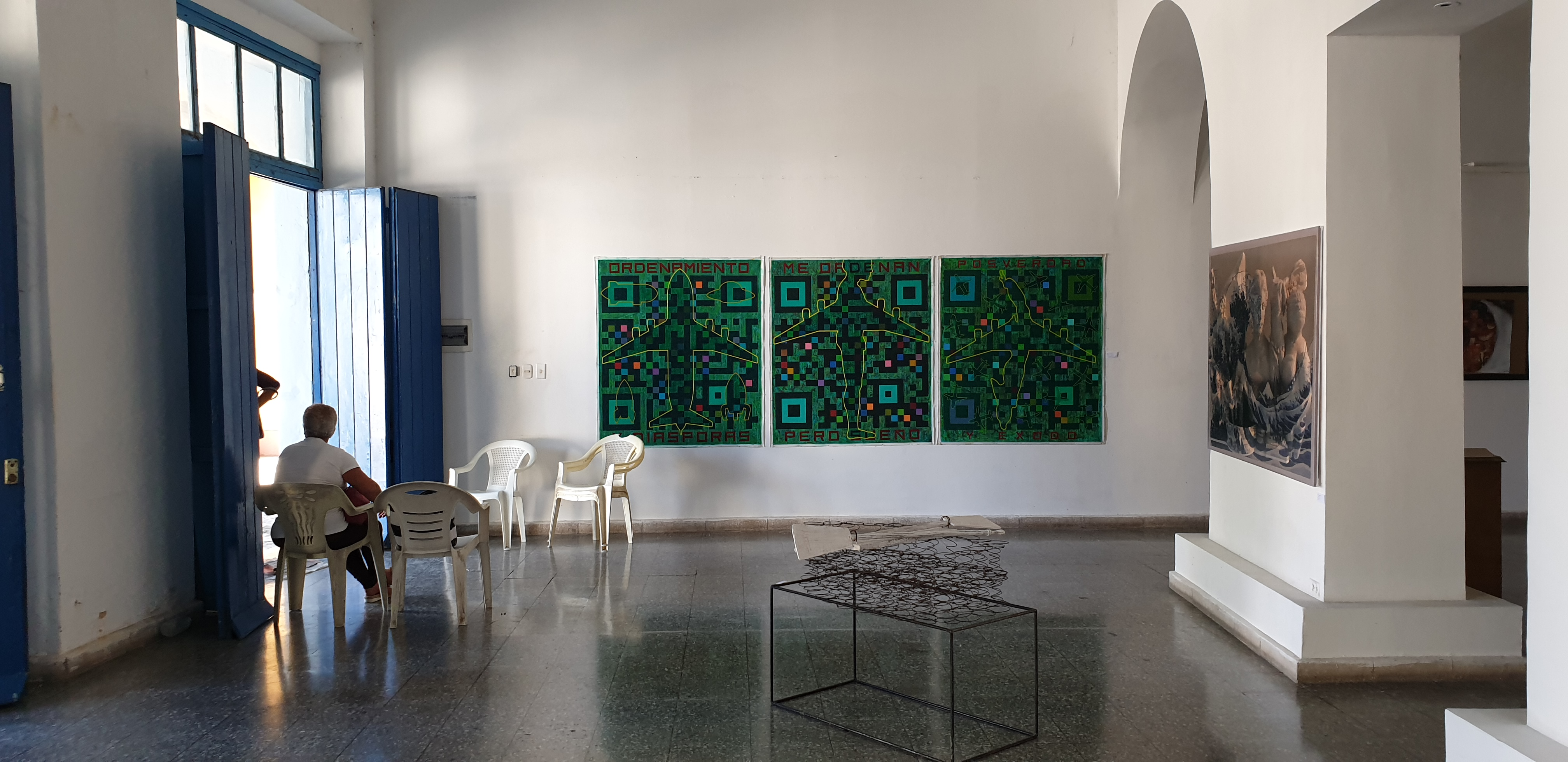
Entrada de la Galería Pedro Esquerré
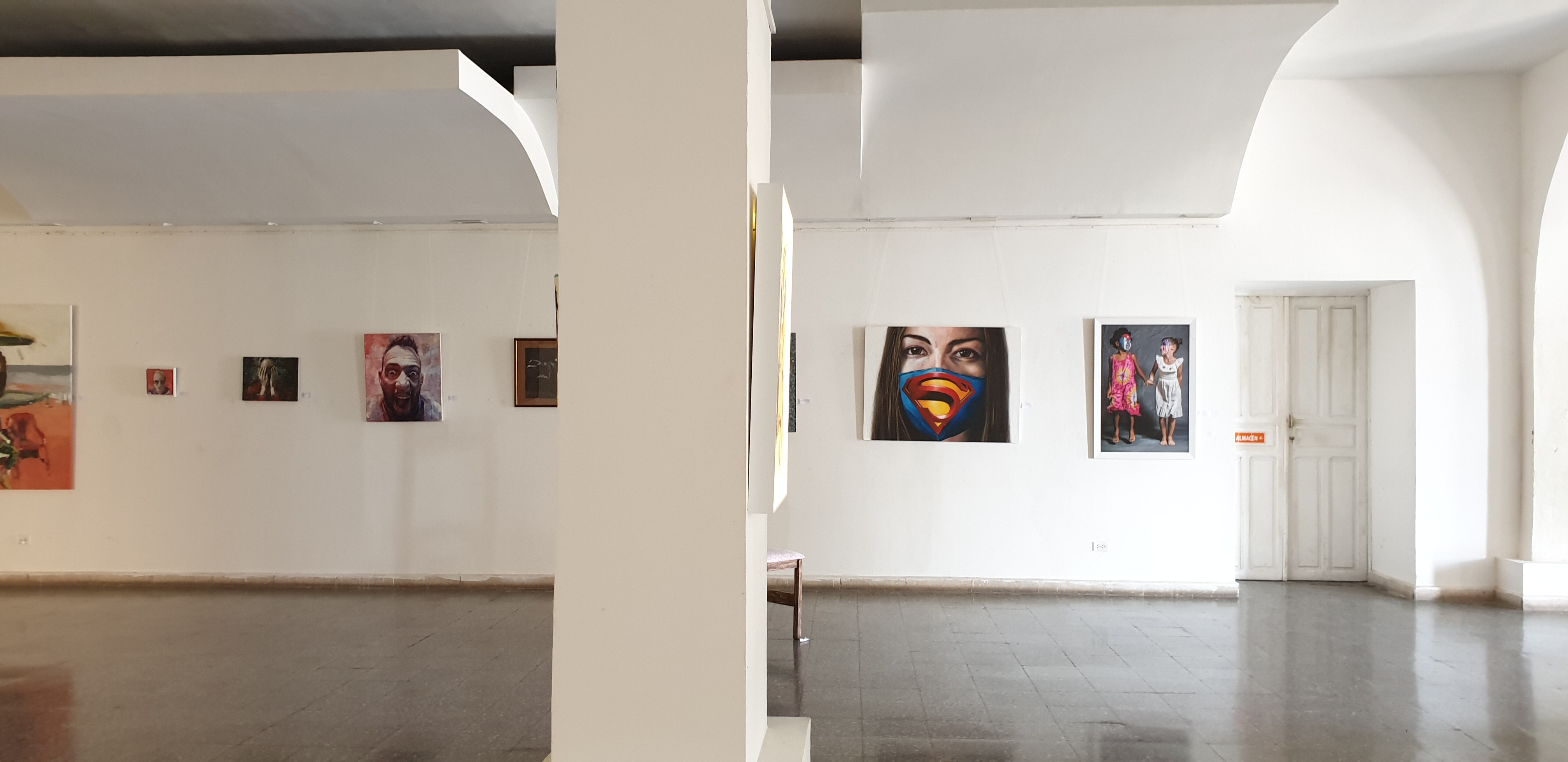
Galería Pedro Esquerré,Sala
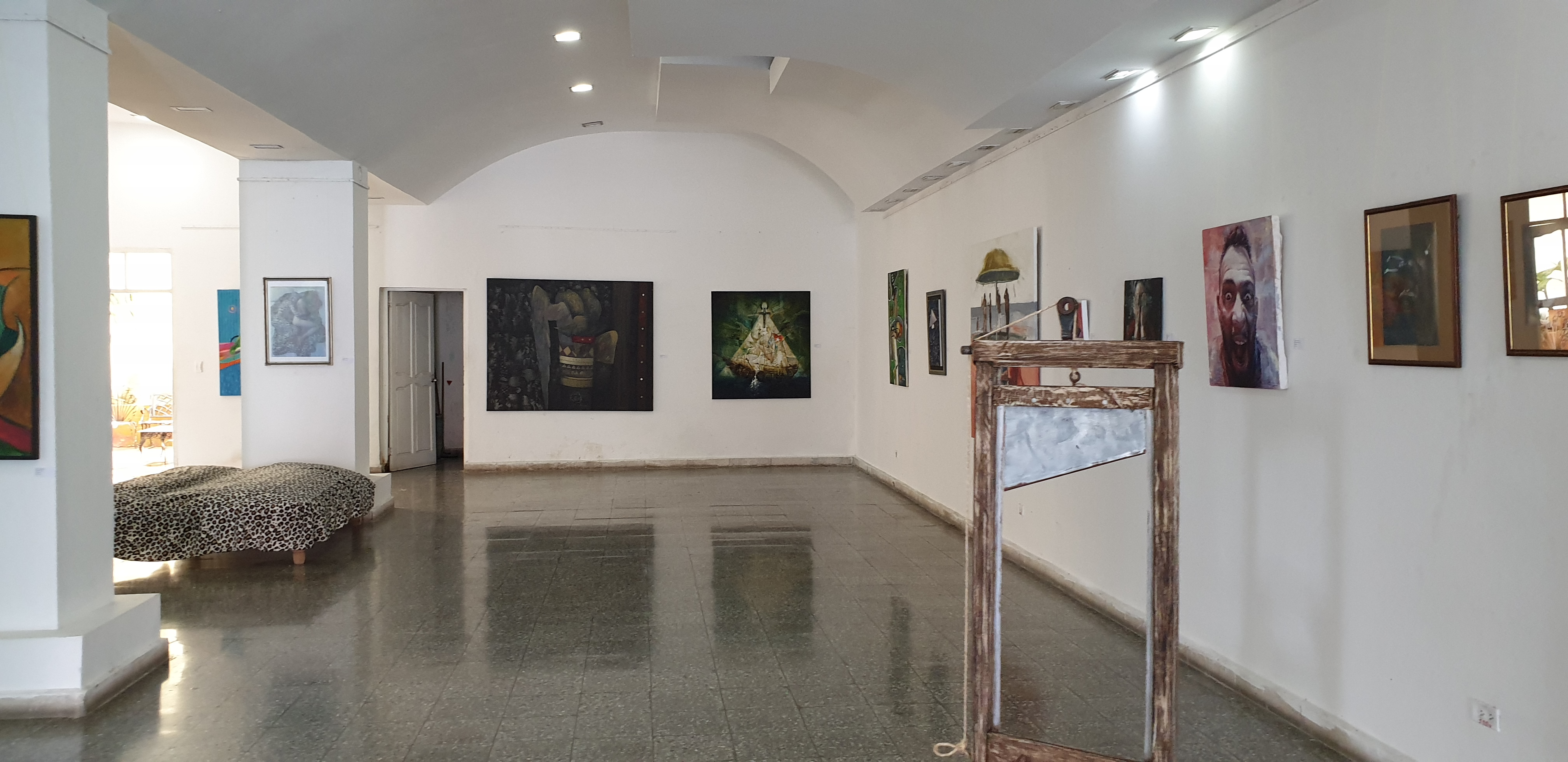
Sala del museo
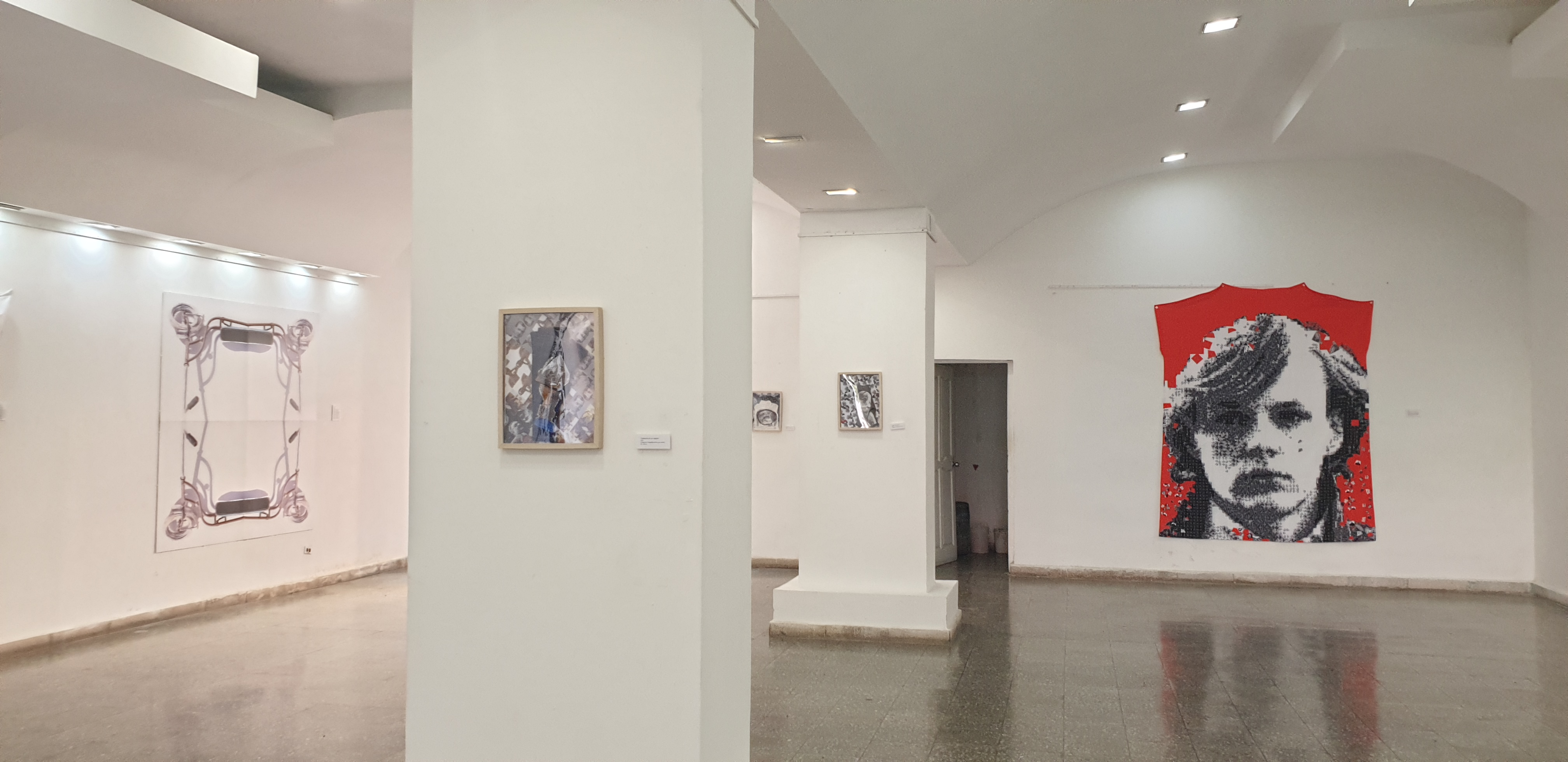
Galería Pedro Esquerré, Sala de exposiciones
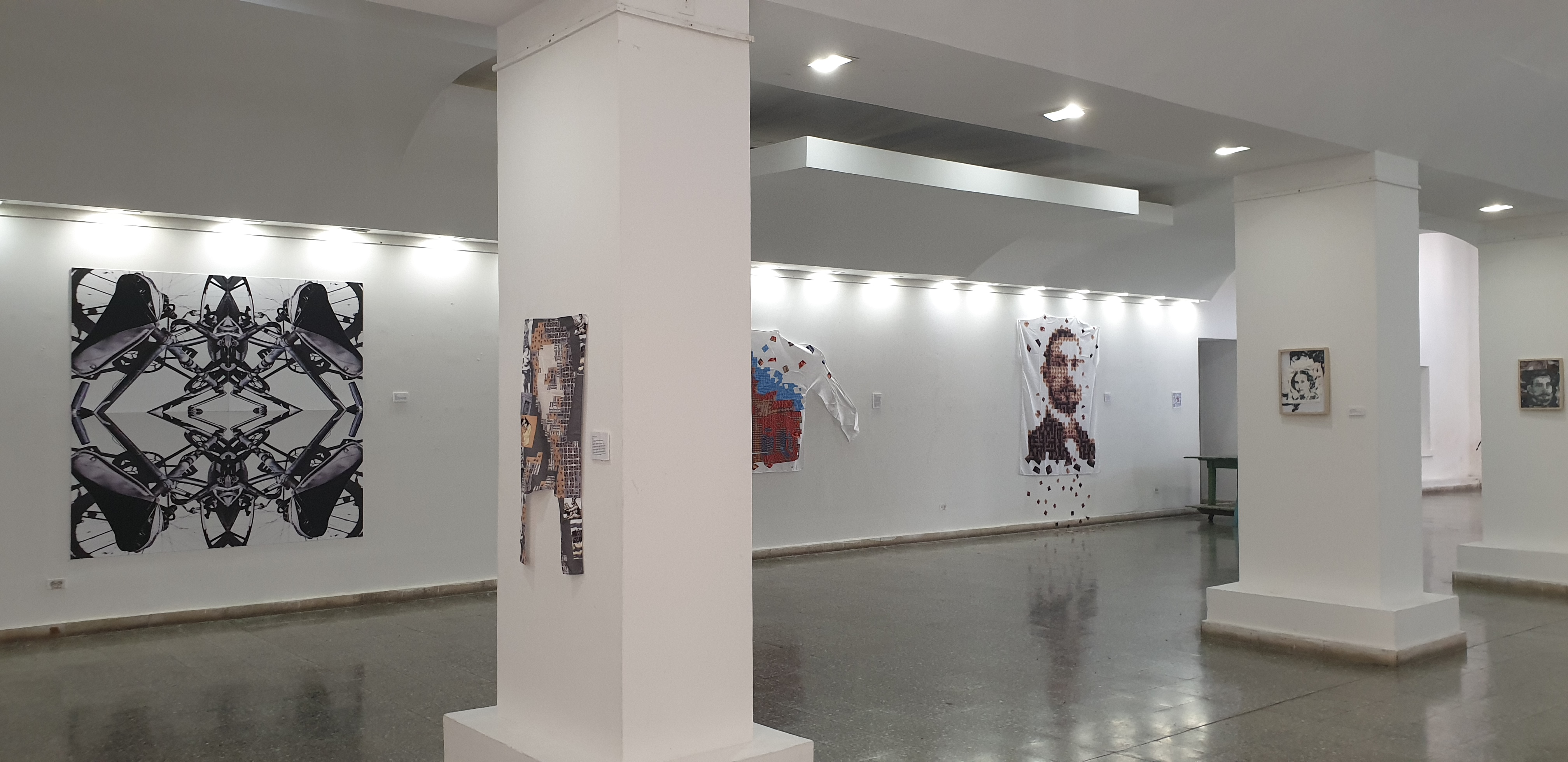
Galería Pedro Esquerré, sala de exposiciones